# ماكس رينجلمان
ماكسيميليان رينجلمان (بالإنجليزية: Max Ringelmann)‏ (10 ديسمبر 1861 - 2 مايو 1931):55 كان أستاذًا فرنسيًا للهندسة الزراعية ومهندسًا زراعيًا شارك في تجارب علمية وتطوير الآلات الزراعية. وكانت اهتماماته العلمية واسعة النطاق، فقد وضع مقياس رينجلمان الذي يستخدم لقياس الدخان، كما اكتشف أثر رينجلمان في علم النفس الاجتماعي، وهو الأثر الذي يصف انخفاض الأداء عند العمل في مجموعات على عكس العمل الفردي.

## تعليمه
بعد تخرجه من المدارس العامة في باريس، درس رينجلمان في المعهد الوطني للزراعة، حيث كان طالبًا متميزًا. كما حضر دروس المهندس الزراعي إيرفي منغون [الإنجليزية] (1821-1888) في المدرسة الوطنية للحرف والفنون [الإنجليزية]. وكان إيرفي قد تلقى تدريبًا كمهندس مدني، لكن اهتمامه انتقل إلى الزراعة، حيث درس الري والصرف والأسمدة وغيرها. كما حضر دروسًا في مدرسة الجسور بباريس وهي مدرسة للهندسة المدنية.:47

## الحياة المهنية
ابتداءً من عام 1881، قام رينجلمان بتدريس مادة الهندسة الريفية في المدرسة الوطنية للزراعة في غراند جوان، نوزاي، فرنسا. وبحلول عام 1883، كان يسهم بعمود أسبوعي في مجلة الزراعة العملية.:51
حتى ذلك الوقت، كان تطوير الآلات الزراعية يقوم به الهواة بشكلٍ كبير. وأراد يوجين تيسيراند [الإنجليزية] ، مدير في وزارة الزراعة، تطبيق نهج علمي في تطوير وتقييم الآلات الزراعية. لذلك، طلب من رينجلمان وضع خطط لمرفق لاختبار الآلات الزراعية، الذي افتتح في عام 1888 بعد العديد من التحديات. أنشئ المرفق على شارع جينر في باريس وعيّن رينجلمان مديراً له.:48
قام رينجلمان بتكييف الأدوات الصناعية إذا كان ذلك ممكنًا، ولكنه أيضًا صمم وبنى أدوات مثل مقياس الجر للآلات الزراعية ومقياس الدوران وجهاز قياس البروفيل، وغيرها. وكان هدفه تحديد كفاءة الآلات الزراعية واقتصاديتها وجودة العمل الذي تؤديه وغيرها. وسرعان ما أدت اهتماماته الواسعة إلى تمديد بحوثه لتشمل جميع فروع الهندسة الريفية: البناء والصرف والري والكهربة والهيدروليكا.
في عام 1887، انتخب رينجلمان عضوًا في الأكاديمية الفرنسية للزراعة، وفي نفس العام، أصبح أستاذًا للميكانيكا والهندسة الريفية في المدرسة الوطنية للزراعة في غرينيون. وفي عام 1897، خلف أستاذه السابق إيرفي منغون كأستاذ للهندسة الريفية في المعهد الوطني للزراعة. وفي عام 1902، أصبح أستاذًا للهندسة الريفية الاستعمارية في المدرسة الوطنية العليا للزراعة الاستعمارية في نوجينت سور مارن.:55
سافر رينجلمان داخل أوروبا وإلى شمال أمريكا من أجل مشاهدة المناطق التي تقدم فيها آلة الزراعة بسرعة. كما سافر إلى مستعمرات فرنسا - وخاصة في شمال أفريقيا - من أجل دراسة المشاكل الخاصة التي يتسبب بها المناخ المحلي والتكنولوجيا قبل الصناعية التي يستخدمها المزارعون المحليون. وكان معرفته في الهندسة الزراعية مطلوبة من قبل المخترعين والصناعيين والمزارعين.:49

### مخططات رينجلمان للدخان

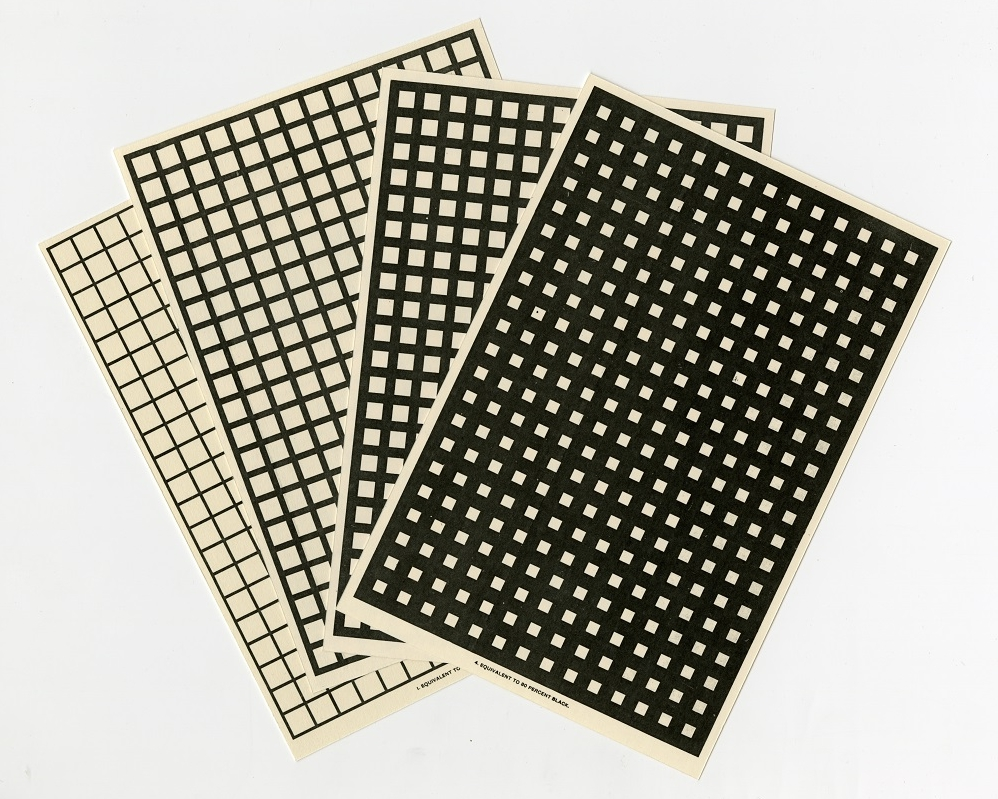
مخططات رينجلمان للدخان، 1897

في عام 1888، اقترح رينجلمان مواصفات لمجموعة بسيطة من الشبكات لقياس كثافة الدخان، وأصبحت هذه المجموعة معروفة باسم مقياس رينجلمان.
وبحلول عام 1897، كانت البطاقات المطبوعة متاحة وتحتوي على مخططات الدخان المطابقة لمقاييس رينجلمان. في الولايات المتحدة، أصدرت تنظيمات محلية في العديد من المدن لمنع الدخان الذي يزيد عن 3 (60٪ شفافية) على مقياس رينجلمان.
على الرغم من استخدام هذه المخططات بشكل غير رسمي حتى الآن، خاصة لأغراض التعليم، إلا أنها أصبحت بشكل كبير قديمة. فهي ذات فائدة قليلة في قياس أشكال التلوث الحضري الحديثة، التي تكاد تكون غير مرئية، وقد استبدلت بطرق أكثر دقة وكمية. بالطريقة نفسها، لا تشير معايير الانبعاثات الحديثة (مثل إرشادات تلوث الهواء الصادرة عن منظمة الصحة العالمية ومعايير جودة الهواء الصادرة عن وكالة حماية البيئة الأمريكية) إلى قيم مخطط رينجلمان، كما كان من الممكن أن تفعل من قبل، ولكن إلى الحد الأقصى المسموح به أو التركيزات الموصى بها من الملوثات المختلفة في الهواء.

### تاريخ الهندسة الريفية
خلال الفترة من 1900 إلى 1905، كتب رينجلمان دراسة ضخمة مكونة من أربعة أجزاء بعنوان (مقالة حول تاريخ الهندسة الريفية)، والتي رصدت تقدم الهندسة الريفية من العصور القديمة إلى العصر الحديث. :51

### أثر رينجلمان
اكتشف رينجلمان أيضًا أثر رينجلمان المعروف أيضًا باسم التراخي الاجتماعي وأجري هذا البحث في المدرسة الزراعية في غراند-جوان بين عامي 1882 و1887، ولم تنشر النتائج حتى عام 1913. والتجربة على وجه التحديد، هي طلب رينجلمان من طلابه، بشكل فردي وفي مجموعات شد الحبل. ولاحظ أن الجهد المبذول من المجموعة كان أقل من مجموع المجهودات التي بذلها الطلاب بشكل فردي.:9
يتحقق أفضل نتيجة من عمل الإنسان وكذلك عند توظيف حيوانات الجرّ عندما يعمل المصدر الذي يحرّك كل منهما بمفرده. إذ فور ربط مصدرين أو أكثر على نفس المقاومة، ينخفض العمل لدى كل المصدرين، ويكونان بنفس مستوى الإجهاد، بسبب عدم تزامن جهودهما.
هذا الاكتشاف هو أحد أقدم الاكتشافات في تاريخ علم النفس الاجتماعي، ممّا سمح لرينجلمان بأن يوصف بأنه مؤسس لعلم النفس الاجتماعي وفقًا لبعض الآراء
توفي ماكس رينجلمان في باريس في 2 مايو 1931.

## مقالات ذات صلة
- مقياس رينجلمان
- أثر رينجلمان